# Arctocyonides
L'arctocionide (gen. Arctocyonides) è un mammifero estinto, appartenente agli Acreodi. Visse tra il Paleocene superiore  e l'Eocene inferiore (circa 59 - 53 milioni di anni fa) e i suoi resti fossili sono stati ritrovati in Europa.

## Descrizione
Questo animale doveva avere più o meno la taglia di un lupo, ma il corpo doveva essere lungo e basso e le zampe notevolmente più corte. Il cranio era fornito di una cresta sagittale ben sviluppata. La dentatura era caratterizzata da canini superiori e inferiori ben sviluppati (in particolare quelli inferiori). In generale l'aspetto doveva richiamare quello del più noto Arctocyon, ma le dimensioni erano minori e le proporzioni del corpo più gracili. Rispetto ad Arctocyon, Arctocyonides possedeva molari inferiori dalla struttura più marcatamente bunodonte, mentre i molari superiori erano dotati di cuspidi dei conuli molto più sviluppate. La forma dei molari di Arctocyonides, infine, era più squadrata rispetto a quella dei molari di Arctocyon.

## Classificazione
Il genere Arctocyonides venne descritto per la prima volta da Victor Lemoine nel 1891, sulla base di resti fossili ritrovati a Cernay, in Francia, in terreni del Paleocene superiore. La specie tipo è Arctocyonides trouessarti, ma a questo genere sono state in seguito attribuite anche le specie A. arenae (Francia e Regno Unito), A. weigelti (Germania e Belgio) e l'eocenica A. jefferyi (Regno Unito).
Arctocyonoides appartiene agli acreodi, un gruppo di mammiferi arcaici tipici del Paleocene e dell'Eocene; tuttavia, vi sono somiglianze anche con il genere Arctocyon, più grande e robusto e appartenente all'ordine dei Procreodi.

## Paleoecologia
Probabilmente Arctocyonides rivestiva un ruolo ecologico ben differente da quello del contemporaneo e assai simile Arctocyon, ed è probabile che la sua dieta fosse meno legata a un tipo di alimentazione carnivoro.